# Lituus (Musikinstrument)

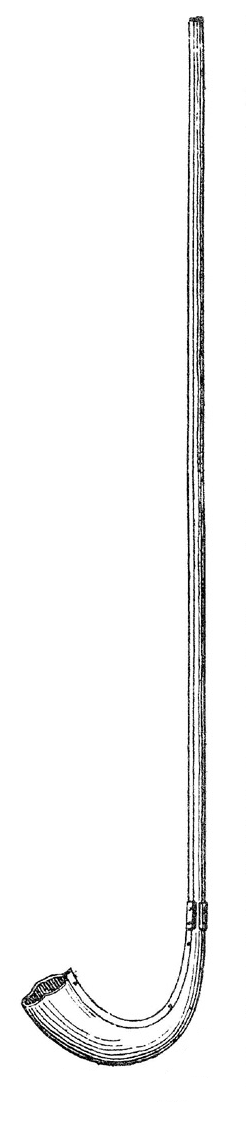
Etruskischer Lituus

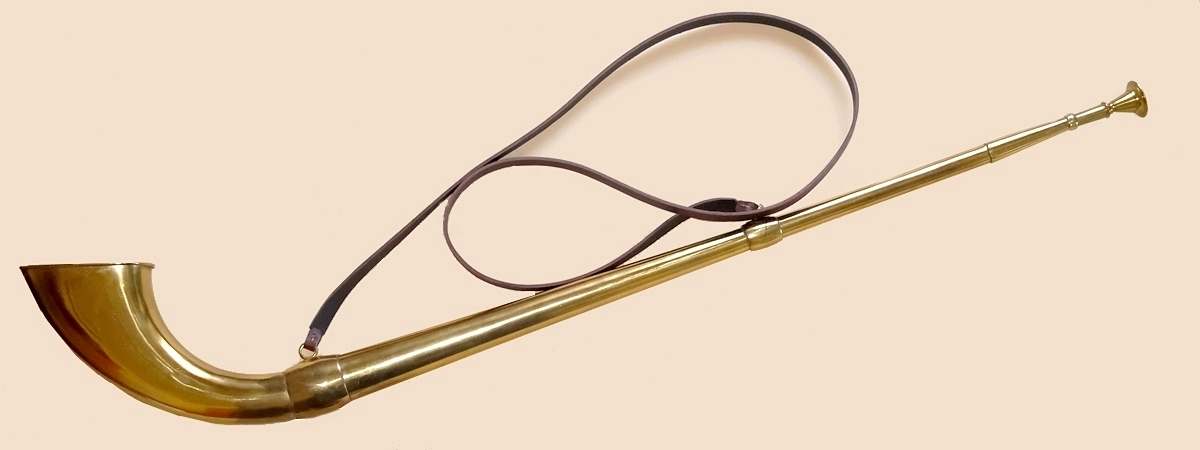
Nachbildung eines römischen Lituus nach einem Fund vom Taunuslimes

Der Lituus (lat.) ist eine ursprünglich etruskische Naturtrompete, die bei den Römern bis ins 4. Jahrhundert Verwendung fand. In der Neuzeit bezeichnet das Wort unterschiedliche Blasinstrumente.

## Herkunft und Verbreitung
Der Name stammt von dem Amtszeichen Lituus, einem Krummstab. Die älteste bekannte Abbildung eines Lituus ist eine Wandmalerei im Tomba della Scimmia, einem etruskischen Grabbau in Chiusi vom Anfang des 5. Jahrhunderts v. Chr. Das Instrument hatte eine lange, zylindrisch oder leicht konisch geformte Röhre, die in einen aufwärts gebogenen Schallbecher mündete, und wurde im Wachsausschmelzverfahren aus Bronze hergestellt. Mitunter besaß es einen Schalltrichter aus einem Tierhorn. Der Klang ist hell und durchdringend. Der Lituus wurde vor allem beim Militär als Signalinstrument verwendet. Andere teilweise in großer Zahl zusammen in der Militärmusik gespielte Blechblasinstrumente waren die Tuba (gerade Langtrompete), das Cornu (im Kreis gebogene Trompete) und die Bucina (wahrscheinlich ähnlich wie das Cornu). Weitere Verwendungsgebiete des Lituus waren Festlichkeiten und der Totenkult.

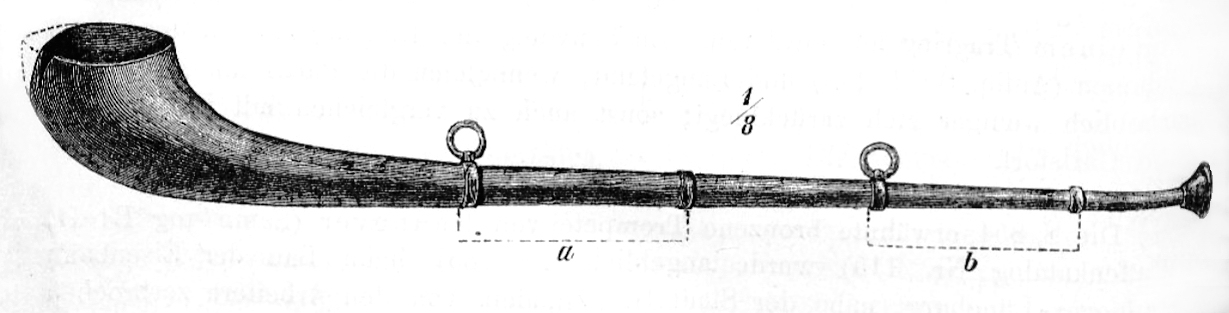
Der 1857 bei Hannover gefundene Lituus

Um 1857 wurde beim Bau des zweiten Gleises auf der Bahnstrecke Lehrte-Lüneburg östlich von Hannover ein römischer Lituus entdeckt, der bei der Bergung in mehrere Teile zerbrach. Das 2 kg schwere und 99 cm lange Fundstück aus Bronze wurde 1891 in der Zeitschrift für Ethnologie in einem Beitrag über vorgeschichtliche Trompeten näher beschrieben. Über mehrere Verkäufe unter Sammlern kam das Fundstück 1979 an das Museum für Musikinstrumente in Posen.
Bei Detektorprospektionen wurden in Melle und Ostercappeln im Landkreis Osnabrück und in Cloppenburg kleine, abgeflachte Bronzefiguren mit Kopfschmuck und Blasinstrument entdeckt. Die Funde sind einander so ähnlich, dass sie aus derselben Gussform stammen könnten. Der hohe Kopfschmuck könnte als Helm gedeutet werden, das Instrument als etruskischer Lituus. Der Bläser stützt den linken Arm in die Hüfte und hält mit der rechten Hand sein Instrument. Dieses besteht aus einem langen Rohr mit aufgebogenem Ende und wird fast waagerecht nach rechts gehalten.

## Lituus genannte Blasinstrumente in der Neuzeit
Nach Ignaz Franz Xaver Kürzinger bezeichnet das Wort eine Trompete oder ein Horn. Johann Sebastian Bach setzt Litui in beiden Fassungen (1736/37 bzw. 1746/47) seiner Motette BWV 118 O Jesu Christ, meins Lebens Licht ein. Die Verwendung des Worts Lituus in barocken Quellen ist uneinheitlich. Es konnte sich auf Krummhorn, Schalmei, Jagdhorn, Waldhorn, Zink und vielleicht auch Trompete beziehen. Ein Forschungsbericht der Schola Cantorum Basiliensis vertritt die These, dass es sich bei Bach um eine Art Alphorn handle. Hierfür wurde auch auf die Bezeichnung lituus alpinus verwiesen (zur Verbreitung der in europäischen Volksmusiken verwendeten Holztrompeten siehe: Bazuna).